# やっとこ

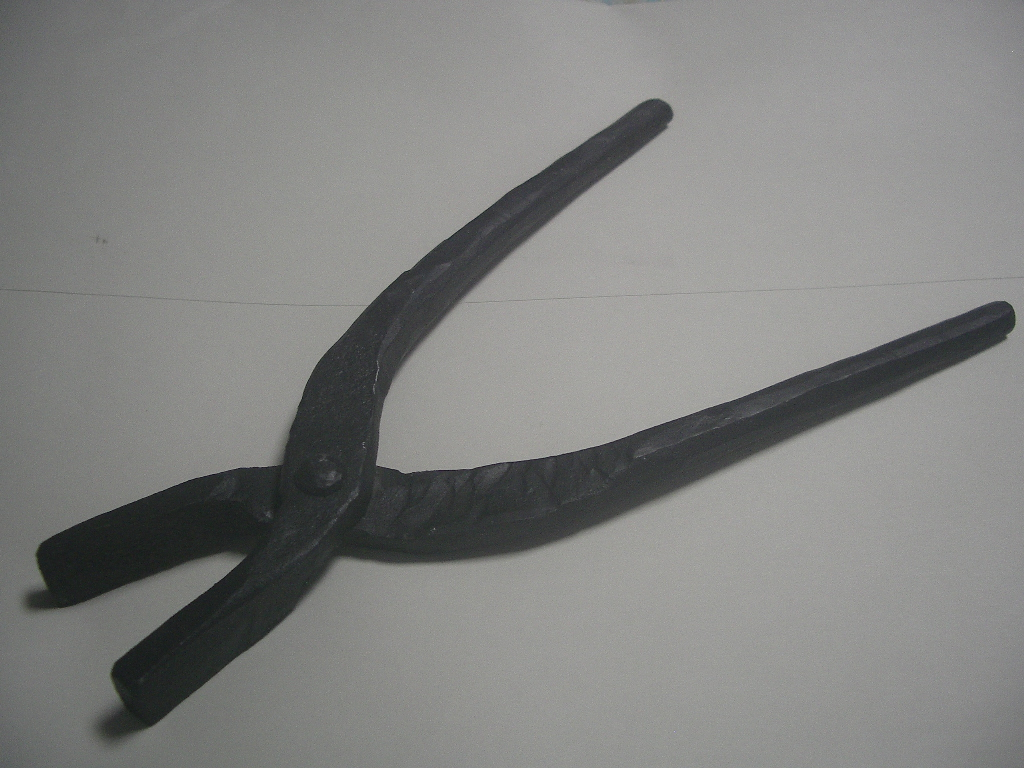
手作り（鍛造）のやっとこ

やっとこ（奴床・矢床、いずれも当て字と思われる）は、針金や板金などをつかむための鉄製の工具。「やっとこばさみ」ともいい、「やっとこ」に「鋏」の字があてられることもある。対象を曲げたりする加工に使う場合もある。形状は二本の金属棒を蝶番でつないだもので片側が人が持つ取っ手で反対側の部分で物をつかむ。取っ手側は長く、てこの原理で人の力より強い力で物をつかむことができる。ラジオペンチと構造や目的が似ているが基本的にはさむだけであり、ニッパーなどのように物を切断する能力はない。 
鍛冶屋や鋳掛屋が、熱した鉄や、火つぼをはさむ道具を「焼床ばし」「焼床ばさみ」などと呼んだのが名前の由来と言われる。
なお、工具ではないものの、柄（取っ手）が取り付けられていない鍋をつかむときに用いられる専用のやっとこもあり（「鍋つかみ」という）、このような柄（取っ手）が取り付けられていない鍋を「やっとこ鍋」（矢床鍋）という。